# Хэдон Ёнгунса
Хэдон Ёнгунса (кор. 해동 용궁사) — буддийский монастырь в уезде Киджан города-метрополии Пусан, Корея. Один из известных монастырей ордена «Чоге» корейского буддизма. 
Монастырь Хэдон Ёнгунса был построен монахом Наоном в конце периода Корё под названием «Помунса».  Во время Японских вторжений в Корею монастырь был сожжен, и после войны началась реконструкция и расширение храма монахом Унганом. В 1974 году монаху Чонаму приснилось во сне, что Авалокитешвара летал с драконом в небо, и он потом изменил название на «Хэдон Ёнгунса».